# 大川咲也加
大川 咲也加（おおかわ さやか、1991年〈平成5年〉 2月16日- ）は、日本の宗教家。歌手。脚本家。元幸福の科学副理事長。
秋田県由利本荘市出身。お茶の水女子大学文教育学部卒業。父は幸福の科学総裁の大川隆法。母は幸福実現党党首を務めた大川きょう子。

## 経歴
秋田県由利郡矢島町（現在の由利本荘市）出身。幸福の科学の総裁である大川隆法とその前妻である大川きょう子の長女として生まれる。白金小学校・豊島岡女子学園中学校・豊島丘女子学園高等学校を卒業し、お茶の水女子大学文教育学部へ入学し、卒業。
幸福の科学において専務理事と総裁室長を務める傍ら、私生活では2015年（平成27年）9月1日に幸福の科学理事で宗務本部第一秘書局長を務める石原直樹と結婚し、2018年（平成30年）5月28日に第一子を出産。
また2017年（平成29年）8月2日にシングル「HIKARI」を幸福の科学出版からリリースし歌手デビューし、2019年（令和元年）には幸福の科学出版製作による映画「世界から希望が消えたなら。」で初めて脚本を手掛けた。

## 出演

### 映画
- 呪い返し師—塩子誕生（2018年、脚本）
- 世界から希望が消えたなら。（2019年、脚本）
- 心霊喫茶「エクストラ」の秘密-The Real Exorcist-（2020年、脚本）
- 夜明けを信じて。（2020年、脚本）
- 美しき誘惑-現代の「画皮」-（2021年、脚本）
- 宇宙の法-エローヒム編-（2021年、脚本）
- 愛国女子—紅武士道（2022年、脚本）

## ディスコグラフィー

### シングル
|     | 発売日         | タイトル                 | レーベル       |
| --- | -------------- | ------------------------ | -------------- |
| 1st | 2017年8月2日   | HIKARI                   | 幸福の科学出版 |
| 2nd | 2018年12月22日 | Hold On                  | 幸福の科学出版 |
| 3rd | 2019年5月14日  | もう一度だけ             | 幸福の科学出版 |
| 4th | 2019年6月28日  | The Real Exorcist        | 幸福の科学出版 |
| 5th | 2020年7月14日  | たとえ世界を敵に回しても | 幸福の科学出版 |
| 6th | 2021年1月10日  | 女の悟り                 | 幸福の科学出版 |

### アルバム
|     | 発売日       | タイトル                                 | レーベル       |
| --- | ------------ | ---------------------------------------- | -------------- |
| 1st | 2021年8月7日 | Sayaka Okawa 2017-2020 Single Collection | 幸福の科学出版 |

### 映像作品
| 発売日       | タイトル                                                           | レーベル       |
| ------------ | ------------------------------------------------------------------ | -------------- |
| 2018年6月9日 | みんなでいっしょにキュルキュルポン! ～マメだぬきのうたとおはなし～ | 幸福の科学出版 |

## 著書
- 『父と娘のハッピー対談 未来をひらく教育論』（2011年9月29日、大川隆法、幸福の科学出版）
- 『新時代の「やまとなでしこ」たちへ―父と娘のハッピー対談2』（2012年4月3日、幸福の科学出版）
- 『神国日本の精神―真の宗教立国をめざして』（2013年3月20日、幸福の科学出版）
- 『子供たちの夢、母の願い』（2014年11月21日、幸福の科学出版）
- 『スピリチュアル古事記入門(下巻)』（2015年1月17日、幸福の科学出版）
- 『スピリチュアル古事記入門 (上巻)』（2015年3月6日、幸福の科学出版）
- 『大川咲也加の文学のすすめ～日本文学編～』（2015年4月17日、幸福の科学出版）
- 『人を動かす誠の力』（2015年6月7日、幸福の科学出版）
- 『新・神国日本の精神』（2016年2月13日、幸福の科学出版）
- 『吉田松陰 奇跡の古今名言 100』（2016年6月17日、幸福の科学出版）
- 『わかりやすく読む「留魂録」 ～なぜ吉田松陰は神となったか～』（2016年6月17日、幸福の科学出版）
- 『祭政一致の原点 ～「古事記」と「近代史」から読みとく神国日本の精神～』（2016年6月28日、幸福の科学出版）
- 『女性のための「幸せマインド」のつくり方』（2016年9月6日、大川紫央、大川瑞保、幸福の科学出版）
- 『夫婦の心得 ～ふたりでつくる新しい「幸せのカタチ」～』（2016年9月9日、幸福の科学出版）
- 『大川咲也加の文学のすすめ～世界文学編～(上)』（2016年11月5日、幸福の科学出版）
- 『日本うちゅうばなし 「あまのはごろも」』（2017年11月30日、幸福の科学出版）
- 『マメだぬきの大さくせん』（2018年1月9日、幸福の科学出版）
- 『大川咲也加の文学のすすめ~世界文学編~(中)』（2018年1月11日、幸福の科学出版）
- 『マメだぬきの大ぼうけん』（2018年1月26日、幸福の科学出版）
- 『大川咲也加の文学のすすめ~世界文学編~(下)』（2018年2月28日、幸福の科学出版）
- 『幸福の科学の後継者像について』（2018年11月7日、幸福の科学出版）
- 『成功者の町』（2019年3月23日、幸福の科学出版）
- 『ありがとう』（2019年7月5日、幸福の科学出版）
- 『おひさま ポカポカ』（2019年7月5日、幸福の科学出版）
- 『小説　世界から希望が消えたなら。』（2019年9月3日、大川隆法、幸福の科学出版）
- 『心と政治と宗教 ―あきらめない、幸福実現への挑戦―』（2019年9月6日、大川隆法、幸福の科学出版）
- 『娘から見た大川隆法』（2019年10月6日、大川隆法、幸福の科学出版）
- 『心霊喫茶「エクストラ」の秘密―The Real Exorcist―』（2020年3月1日、幸福の科学出版）
- 『霊界・霊言の証明について考える』（2020年3月2日、幸福の科学出版）
- 『日本海海戦 ―英雄・東郷平八郎と日本を救った男たち―』（2020年3月27日、幸福の科学出版）
- 『心を磨く ―私の生き方・考え方―』（2020年4月18日、幸福の科学出版）
- 『故事・ことわざ「トラのいをかるキツネ」』（2020年7月3日、幸福の科学出版）
- 『故事・ことわざ「とらぬタヌキのかわざんよう」』（2020年8月1日、幸福の科学出版）
- 『小説 夜明けを信じて。』（2020年8月8日、幸福の科学出版）
- 『あいさつ』（2020年9月2日、幸福の科学出版）
- 『ひとりでできるよ!みんなでできるよ!』（2020年9月2日、幸福の科学出版）
- 『てんぐちゃんにならないようにしよう』（2021年1月27日、幸福の科学出版）
- 『じじょろんのたいせつさ』（2021年1月27日、幸福の科学出版）
- 『未来をひらくチカラ! はじめて学ぶ「自助論」』（2021年2月5日、幸福の科学出版）
- 『新・ももたろう』（2021年3月29日、幸福の科学出版）
- 『かみさまにあいされる子になろう』（2021年4月9日、幸福の科学出版）
- 『小説 美しき誘惑 ―現代の「画皮」―』（2021年4月24日、幸福の科学出版）
- 『はんせいするこころのたいせつさ』（2021年10月7日、幸福の科学出版）